# Clerota arnaudi
Clerota arnaudi är en skalbaggsart som beskrevs av Alexis och Delpont 1998. Clerota arnaudi ingår i släktet Clerota och familjen Cetoniidae. Inga underarter finns listade i Catalogue of Life.